# Neoperla angolana
Neoperla angolana (лат.) — вид веснянок рода Neoperla из семейства настоящие веснянки (Perlidae).

## Распространение
Африка: Ангола.

## Описание
Веснянки средней величины (около 1 см). Длина передних крыльев 9,2—10,5 мм. основная окраска тела светло-охристая, оцеллярное пятно в значительной степени бледнее, жгутик инфускатный. Neoperla angolana принадлежит к небольшому комплексу относительно примитивных видов между группами Neoperla transvaalensis и Neoperla africana. Другие самки этого же комплекса с едва изогнутыми до почти пальцевидных и слабо вооруженными сперматекальными стеблями (SSt) относятся к Neoperla duodeviginti и Neoperla pallidogigas.

## Таксономия и этимология
Таксон был впервые описан в 2023 году немецким энтомологом Питером Цвиком (Шлиц; Германия) и австралийским биологом Андреасом Цвиком (Australian National Insect Collection; CSIRO; Канберра, Австралия). Латинское название вида Neoperla angolana является прилагательным, указывающим на страну происхождения (Ангола).